# Abundanzio
Flavio Abundanzio (latino: Flavius Abundantius; fl. 392-400) è stato un generale e politico romano dell'Impero.

## Biografia
Abundanzio era di origine scita ed entrò nell'esercito romano sotto l'imperatore Graziano raggiungendo il prestigioso incarico di magister utriusque militiae sotto l'imperatore Teodosio I intorno all'anno 392; nel 393 fu console.
L'eunuco Eutropio, che lui stesso aveva introdotto alla corte di Costantinopoli, ne causò la caduta, convincendo l'imperatore a mandare Abundanzio in esilio a Pityus (nel Ponto Eusino) nel 396 e a donare all'eunuco delatore le proprietà confiscate ad Abundanzio. Dopo la morte di Eutropio, ottenne di potersi recare nella più accogliente Sidone, in Fenicia. Era ancora vivo nel 400.